# Taku

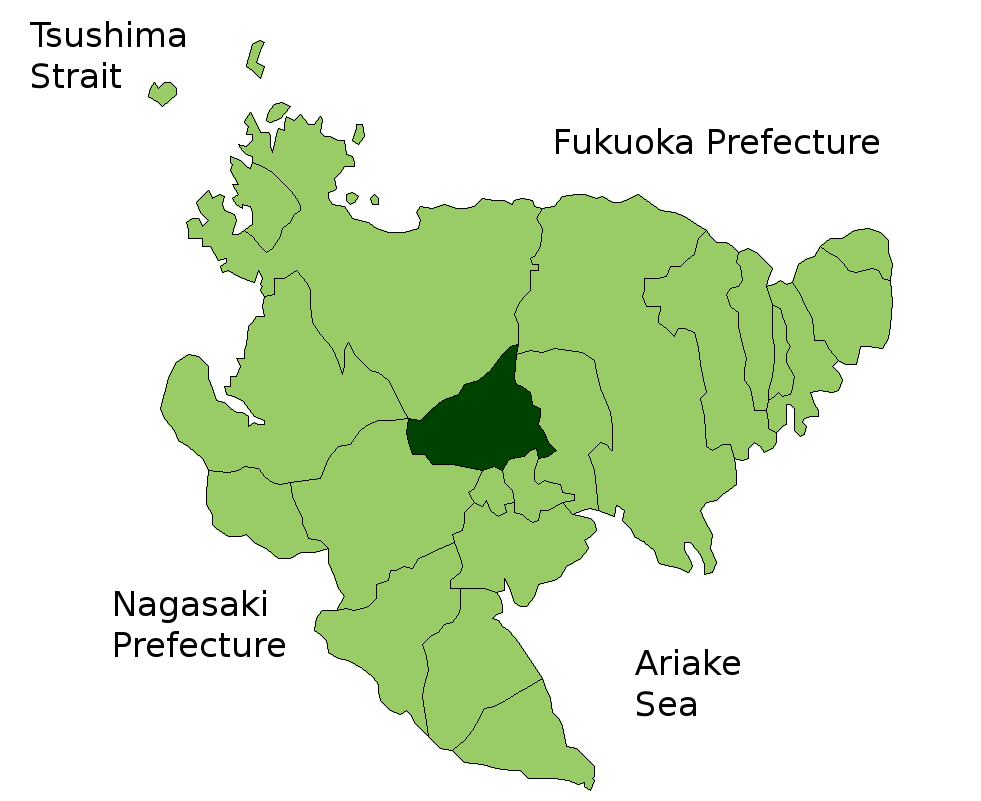

Taku (多久市 Taku-shi?) este un municipiu din Japonia, prefectura Saga.